# Robie Lester
Roberta Lester, detta Robie (Michigan, 23 marzo 1925 – Burbank (contea di Los Angeles), 14 giugno 2005), è stata una doppiatrice e cantante statunitense.
Ha preso parte in qualche film come doppiatrice di parti cantate, come Gli Aristogatti.
Ha avuto una figlia, Mindy, dal matrimonio con Geoffrey Eccleston.
È morta di cancro nel 2005, a 80 anni.